# 奥特卡尔
奥特卡尔，是匈牙利赫维什州所辖的一个村。总面积33.76平方公里，总人口1726，人口密度51.1人/平方公里（2011年1月1日）。